# Vevey Riviera Basket
Vevey Riviera Basket ist ein Schweizer Basketballverein aus Vevey.

## Geschichte
Der Verein wurde 1952 als Vevey Basketball Club im Channe d’Or in Vevey gegründet, als erster Präsident hat Jean Decollogny geamtet. 1963 konnte sich der Verein der 1. Division, der damals höchsten Schweizer Liga, anschliessen. Bereits 1963 wurde Vevey Kantonalmeister und Zweitplatzierter in der Liga. Die Jahre 1965 bis 1970 verbrachte der Verein in der Nationalliga B und musste insbesondere im Jahr 1968 eine Krise durchleben, die fast zur Auflösung des Vereins geführt hat.
1981 erreichte der Verein erstmals das Finale des Schweizer Cup, dass jedoch knapp mit 95:96 n. V. gegen den Nyon Basket verloren ging. Zwei Jahre später klappte es jedoch mit einem 68:63 gegen Fribourg Olympic mit dem ersten Cuptitel. Die darauf folgende Saison 1983/84 war mit dem Double die erfolgreichste in der Geschichte des Vereins. In der darauffolgenden Teilnahme beim FIBA Europapokal der Pokalsieger konnte der Verein nach einem Sieg über Panathinaikos Athen sich für die Gruppenphase qualifizieren. Dabei gelang des Waadtländern gegen den späteren Europapokalsieger Real Madrid zuhause ein 73:73-Unentschieden. 1985 war Vevey erneut im Final und konnte diesen gegen Pully Basket zum dritten Mal in Folge gewinnen.
1987 stand der Verein zwar erneut im Final, musste sich dieses Mal jedoch gegen Champel Genève Basket geschlagen geben. 1991 folgte der zweite und bislang letzte Meistertitel. 1994 und 1996 erreichte der Verein nochmals zweimal den Cupfinal, musste sich jedoch beides Mal geschlagen geben.
1999 fusionierte Vevey Basket zusammen mit Blonay Basket zum heutigen Verein Vevey Riviera Basket. 2001 erreichte der Verein erneut den Cupfinal, verlor dieses jedoch erneut gegen die Lugano Snakes 2005 erfolgte nach 35 Jahren in der höchsten Liga der Abstieg in die Nationalliga B. In der Saison 2007/08 konnte sich der Verein nochmals in der NLA versuchen, stieg jedoch gleich wieder ab. 2017 stieg man wieder in die Nationalliga A auf.

## Präsidenten
Alle Präsidenten des Vereins gemäss Clubgeschichte:
| - 1952–1959 Jean Decollogny - 1958–1959 Guy Trachsel - 1959–1964 Roger Delapraz - 1964–1965 Badoux - 1965–1974 Guy Trachsel - 1974–1979 Georges Chorafas - 1979–1988 Yves Modoux - 1988–1992 Luc Macherel | - 1992–1998 Michel Jaccoud - 1998–1999 J.-P. Allegra / J.-F. Jaton (ad interim) - 1999–2005 Patrick Bertschy - 2005–2008 J.-Cl. Bertholet - 200800000 Co-Präsidium (ad interim) - 2008–2019 René Gubler - seit 2019 Nathan Zana |

## Bekannte Nachwuchsspieler
- Thabo Sefolosha